# Mr. Circuit 2004
Mr. Circuit 2004 měla být největší taneční gay párty ve střední Evropě. Konat se měla 17. až 18. září 2004 v pražském Průmyslovém paláci. Těsně před zahájením prvního z programů američtí organizátoři ohlásili bankrot a akci zrušili, díky čemuž se po Praze pohybovalo dost rozhořčených účastníků. Původně měl být součástí akce i průvod závěrečné akce, které měla proběhnout na Jungmannově náměstí.